# Пчелинцев, Евгений Сергеевич
Евге́ний Серге́евич Пчели́нцев (6 ноября 1976) — российский футболист, полузащитник.

## Карьера
В 1999 году выступал за клуб второго дивизиона «Фабус». В 2000 году пополнил ряды новороссийского «Черноморца», в составе которого дебютировал в Высшем российском дивизионе, где провёл 2 матча. Кроме того, сыграл 6 встреч и забил 3 гола за «Черноморец-2» во Втором дивизионе. Летом того же года перешёл в минское «Динамо», где и доиграл сезон.
Сезон 2001 года провёл в «Кубани», в составе которой принял участие в 7 матчах первенства, 1 встрече Кубка России и стал бронзовым призёром Первого дивизиона. В 2002 году сыграл 22 матча и забил 1 мяч за «Рыбинск».
В начале 2003 года был на просмотре в клубе «Металлург-Кузбасс», однако в итоге провёл сезон в составе «Северстали», за которую в 15 встречах первенства отметился 3 голами, и ещё 1 матч сыграл в Кубке.

## Достижения
- 3-е место в Первом дивизионе России: 2001